# Henry Horne
Henry Horne (Caithness, 19 febbraio 1861 – Stirkoke, 14 agosto 1929) è stato un generale inglese.

## Biografia

### I primi anni
Henry Horne nacque a Caithness, in Scozia, terzo figlio del maggiore James Horne e di Constance Mary Horne. Egli frequentò la Harrow School e in seguito ricette una commissione d'artiglieria alla Royal Military Academy di Woolwich nel maggio del 1880. Si sposò nel 1897 e dal 1899 al 1902 combatté nella seconda guerra boera con i reparti di cavalleria sotto il comando di John French. Nell'ultima parte di questo scontro venne menzionato ufficialmente in un dispaccio.
Nel 1905 Horne venne promosso luogotenente colonnello e prestò servizio nella Royal Horse Artillery sotto Douglas Haig. La sua carriera militare cambiò radicalmente dal 1912, quando venne promosso al rango di brigadiere e nominato ispettore di artiglieria.

### La prima guerra mondiale
La guerra scoppiò due anni dopo e Horne venne nominato comandante di artiglieria sotto il generale Haig, che comandava il I corpo d'armata britannico. Alla battaglia di Mons Horne si distinse in un'azione di retroguardia che permise al corpo di Haig di sferrare l'azione decisiva contro l'esercito tedesco.
Horne combatté con distinzione nella British Expeditionary Force nel 1914 e nell'ottobre di quell'anno venne promosso maggiore generale e reso compagno dell'Ordine del Bagno. Alcuni mesi dopo ottenne il comando della 2ª divisione. Nel maggio del 1915 la divisione di Horne partecipò al primo attacco britannico notturno nella battaglia di Festubert, anche se non ebbe ad ogni modo il successo sperato, in parte perché l'artiglieria era a corto di munizioni.

### Medio Oriente
Nel novembre del 1915 Horne accompagnò il primo ministro Lord Kitchener presso lo stretto dei Dardanelli, dove organizzò l'evacuazione di Gallipoli. Per alcuni mesi Horne venne posto a capo della difesa del canale di Suez, ottenendo il comando del XV corpo d'armata di stanza in quell'area.

### Il fronte occidentale
Nel marzo del 1916 Horne fece ritorno sul fronte occidentale aderendo alla IV armata britannica, preparando l'attacco sulle rive della Somme.
Il 1º luglio 1916 il corpo del generale Horne partecipò alla battaglia costiera che si tenne nell'area della Somme appunto. La battaglia della Somma, che si protrasse per i quattro mesi successivi, terminò con più di un milione di morti di cui 57.000 solo il primo giorno. 13 divisioni britanniche parteciparono all'attacco; il XV corpo di Horne era composto dalla 21ª divisione e dalla 7ª divisione e con questi armati focalizzò gli attacchi sui villaggi di Fricourt e Mametz.
Nel settembre di quell'anno Horne venne reso commendatore dell'Ordine del Bagno e, dopo la presa di Flers, venne promosso generale succedendo a Sir Charles Monro come comandante della I armata britannica. Il suo primo scontro in campo avvenne nell'aprile del 1917, quando le sue truppe vennero coinvolte nella battaglia di Vimy. L'esercito francese comandato da Robert Nivelle era critico circa i piani d'azione di Horne, ma dopo i suoi numerosi insuccessi venne sostituito dal più energico generale Philippe Pétain.
L'attacco a Vimy venne in gran parte assorbito dai Canadian Corps, mentre Horne si concentrò maggiormente nella battaglia di Arras che risultò essere vittoriosa con la cattura di mille pezzi d'artiglieria nemica.
Nell'aprile del 1918 i tedeschi incominciarono l'offensiva primaverile, che in un primo momento sembrò favorire gli imperiali, dal momento che nove divisioni tedesche attaccarono il fronte comandato da Horne e da due piccole divisioni portoghesi. I tedeschi avanzarono di oltre 10 chilometri lungo le rive del Lawe per poi però venire respinti dalla 51ª e dalla 55ª divisione inglese.

### Dopo la guerra
Alla fine della guerra Horne venne reso commendatore dell'Ordine di San Michele e San Giorgio e cavaliere di Gran Croce dell'Ordine del Bagno ricevendo dal parlamento anche il titolo di barone. Promosso a capo del fronte orientale nel 1919, si ritirò dall'esercito nel 1923. Venne nominato maestro cannoniere di St. James's Park, titolo onorifico che mantenne sino alla morte, oltre al grado di colonnello della Highland Light Infantry.
Colpito da un malessere, morì mentre stava giocando a tiro a segno nella sua tenuta di Stirkoke nell'agosto del 1929, e venne sepolto nella tomba di famiglia.